# Feldioara
Feldioara (en allemand: Marienburg, en hongrois: Barcaföldvár) est une commune roumaine du județ de Brașov, dans la région historique de Transylvanie. Elle est composée des trois villages suivants:
- Colonia Reconstrucția
- Feldioara, siège de la commune
- Rotbav (Rothpach/Szászveresmart)

## Localisation
Commune Feldioara est située dans la partie centre-est du comté de Brașov, à la 22 km du centre-ville de Brașov, à l'extrême est du  Pays de la Bârsa.

## Monuments et lieux touristiques
- Église évangélique de Feldioara (construite au XIIIe siècle), monument historique
- Église évangélique de Rotbav (construite au XIIIe siècle), monument historique[2]
- Église orthodoxe “Saint Jean-Baptiste” de Feldioara, construite 1788, monument historique
- Château Feldioara (construite au XIIIe siècle), monument historique
- Site archéologique de Rotbav
- Réserve naturelle “Bălțile piscicole Rotbav” (aire protégée avec une superficie de 42 ha)